# Tutiće
Tutiće (izvirno srbsko Тутиће) je naselje v Srbiji, ki upravno spada pod Občino Sjenica; slednja pa je del Zlatiborskega upravnega okraja.

## Demografija
V naselju, katerega izvirno (srbsko-cirilično) ime je Тутиће, živi 44 polnoletnih prebivalcev, pri čemer je njihova povprečna starost 45,3 let (42,0 pri moških in 49,6 pri ženskah). Naselje ima 15 gospodinjstev, pri čemer je povprečno število članov na gospodinjstvo 3,20.
To naselje je popolnoma srbsko (glede na rezultate popisa iz leta 2002).
|  |

| Demografija | Demografija     | Demografija     |
| Leto        | Št. prebivalcev | Št. prebivalcev |
| ----------- | --------------- | --------------- |
|             |                 |                 |
|             |                 |                 |
|             |                 |                 |
|             |                 |                 |
| 1948        | 90              |                 |
| 1953        | 112             |                 |
| 1961        | 161             |                 |
| 1971        | 201             |                 |
| 1981        | 128             |                 |
| 1991        | 79              | 79              |
| 2002        | 49              | 48              |
|             |                 |                 |

| Etnična sestava po popisu iz leta 2002 | Etnična sestava po popisu iz leta 2002 | Etnična sestava po popisu iz leta 2002 | Etnična sestava po popisu iz leta 2002 | Etnična sestava po popisu iz leta 2002 |
| -------------------------------------- | -------------------------------------- | -------------------------------------- | -------------------------------------- | -------------------------------------- |
| Srbi                                   | Srbi                                   |                                        | 48                                     | 100,0%                                 |
| Neznano                                | Neznano                                |                                        | 0                                      | 0,0%                                   |